# Humberto Bustamante
Humberto Ricardo Bustamante Cerda (Concepción, Chile, 19 de mayo de 1990) es un futbolista chileno. Juega como marcador central y su primer equipo fue Universidad de Concepción. Actualmente milita en Lota Schwager .

## Trayectoria
Comenzó su carrera en las divisiones inferiores de Huachipato, pero debutó con la Universidad de Concepción el 2008.
A principios del 2008 ficha en Universidad de Concepción y es titular.
El 2009 ficha en Fernández Vial a préstamo y se convierte en figura convirtiendo 7 goles. vuelve a Universidad de Concepción no jugando continuamente y deciden mandarlo a préstamo.
Él estimó ir a préstamo para el segundo semestre de 2013, para fichar en Lota Schwager.
El segundo semestre de 2014 ficha en Unión San Felipe.

## Clubes
| Club                      | País      | Año           |
| ------------------------- | --------- | ------------- |
| Universidad de Concepción | Chile     | 2008          |
| Fernández Vial            | Chile     | 2009 - 2012   |
| Universidad de Concepción | Chile     | 2012 - 2013   |
| Lota Schwager             | Chile     | 2013 - 2014   |
| Unión San Felipe          | Chile     | 2014 - 2016   |
| Deportes Iquique          | Chile     | 2016 - 2017   |
| Iberia                    | Chile     | 2017-2018     |
| Fernández Vial            | Chile     | 2018          |
| Racing de Córdoba         | Argentina | 2019          |
| San Antonio Unido         | Chile     | 2020          |
| Lota Schwager             | Chile     | 2024-presente |

## Palmarés

### Campeonatos nacionales
| Título    | Club                      | País  | Año  |
| --------- | ------------------------- | ----- | ---- |
| Primera B | Universidad de Concepción | Chile | 2013 |
| Tercera B | Lota Schwager             | Chile | 2024 |